# Kore col peplo
La Kore  con il peplo è una statua greca arcaica in marmo, alta 118 cm e conservata nel Museo dell'Acropoli ad Atene (n. 679).

## Storia
La kore venne rinvenuta nel febbraio del 1886 assieme ad altre fra le maggiormente conservate korai dell'acropoli di Atene, nella cosiddetta colmata persiana - giacimento di reperti archeologici in cui erano stati sepolti i resti dei monumenti del VI secolo a.C. distrutti dai Persiani nel 480 a.C. - in un momento di grande progresso delle scoperte nel sito, che si verificò tra il 1884 e il 1888 durante le campagne di scavo di P. Kavvadias con l'assistenza tecnica di Wilhelm Dörpfeld.
123

## Descrizione e stile
Come le altre korai dedicate nell'acropoli di Atene mostra una figura femminile, con i piedi uniti e con il braccio destro vicino al corpo, mentre quello sinistro, era levato in avanti, in un gesto offerente. Il braccio sinistro sporgente, essendo stato lavorato a parte, è oggi perduto. Rispetto alle altre korai attiche la Kore con il peplo mostra una modulazione dei piani più raffinata, che danno al corpo una consistenza più morbida e levigata. A differenza delle statue della scultura ionica con le loro superfici elaborate, l'astrazione iconica è qui sciolta in una naturalezza più reale, come si vede nella resa del volto e nella definizione più armoniosa di glutei e seno. La ricercata semplicità della struttura è ottenuta attraverso la scelta del peplo dorico benché da più di dieci anni imperasse in attica la moda ionica del chitone e dell'himation, la quale sarebbe durata fino alla fine del VI secolo a.C.; questa scelta rivela che l'interesse dello scultore era rivolto al corpo più che al panneggio, infatti, così, il corpo domina il panneggio e non viceversa. La semplicità della struttura inoltre sembra funzionale all'accentuazione, quasi per contrasto, della vivacità del volto (ottenuta anche attraverso una leggera asimmetria), dotato di una certa individualità. L'espressività era rafforzata dalla policromia, della quale restano evidenti tracce (nero, verde e rosso) nelle pupille e nei capelli.
Humfry Payne, seguito da molti altri studiosi, ha ricondotto questa kore alla stessa mano dello scultore attico che ha scolpito il Cavaliere Rampin.

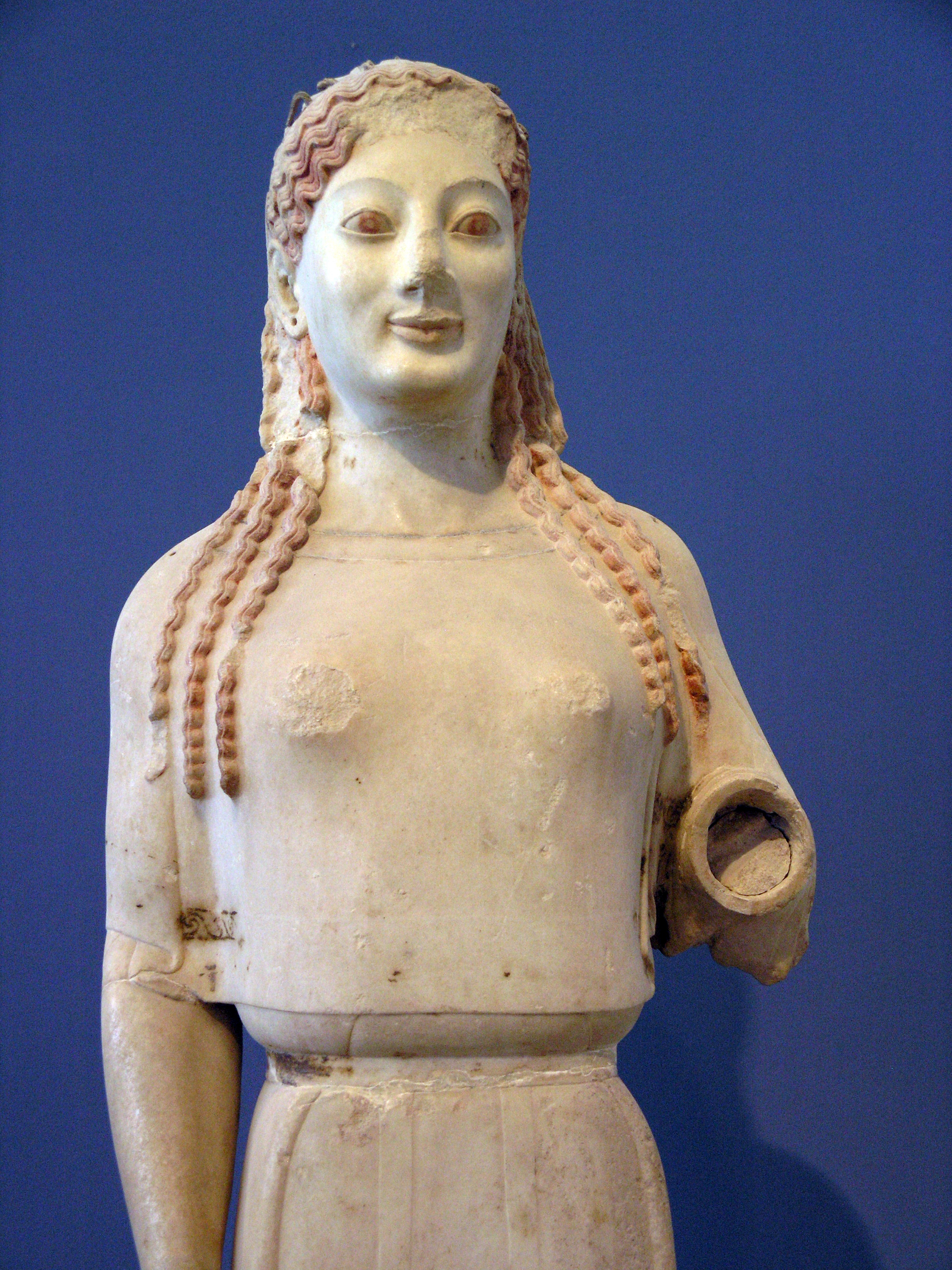
Dettaglio
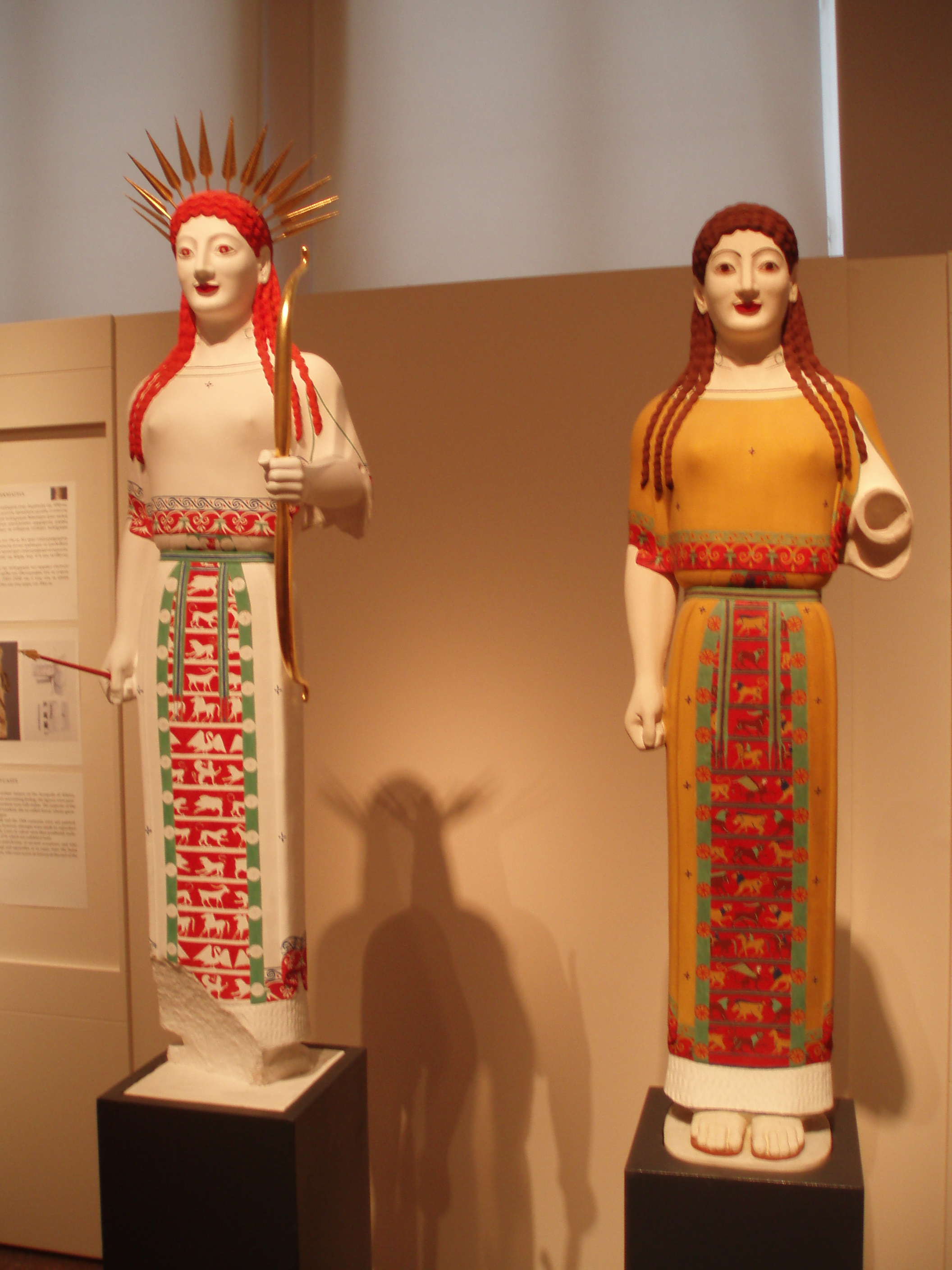
Due ipotesi di ricostruzione della policromia della Kore col peplo